# Origny-le-Butin
Origny-le-Butin è un comune francese di 120 abitanti situato nel dipartimento dell'Orne nella regione della Normandia.

## Società

### Evoluzione demografica
Abitanti censiti